# Igneocnemis siniae
Igneocnemis siniae – gatunek ważki z rodziny pióronogowatych (Platycnemididae). Endemit Filipin, stwierdzony na wyspach Biliran, Leyte i Samar.